# 禹州城隍庙
禹州城隍庙位于中华人民共和国河南省许昌市禹州市，始建年代不详，明洪武四年（1371年）重修，明清两代多次翻修、扩建。现存山门、戏楼、城隍殿及卷棚、寝殿、东西廊房、财神殿、九龙殿、药王祠等16座建筑。2006年6月8日公布为第四批河南省文物保护单位。

## 历史
禹州城隍庙始建年代无考，明洪武四年、永乐十五年、成化二年、正德年间、清康熙三十年、乾隆十年曾多次重修，现存建筑多建于清代。庙内曾发现石碑一通，记载有明崇祯元年在庙内休醮的事件。

## 建筑
禹州城隍庙现存山门、戏楼、卷棚、城隍殿、后寝殿、鼓楼、东西廊房和财神殿、灶王殿等古建筑，为禹州规模较大的古建筑群。山门面阔三间，进深一间，单檐悬山顶，覆琉璃瓦，梁头雕龙头形状。戏楼面阔三间，由前后两部分联系而成，均为单檐歇山顶，覆琉璃瓦。戏台下有青砖拱券，作为南北通道。戏楼东北和西北的角斗拱有拱无斗，有昂无升，上昂雕作龙头形状，风格独特。卷棚面阔三间，东西配殿各两间，接钟鼓楼，现存西部的鼓楼，均为硬山顶，覆琉璃瓦。城隍殿为大殿，面阔五间，进深三间，单檐歇山顶，覆琉璃瓦，檐下施五踩斗拱，檐柱为青石方柱，枋与檁之间加阁架科斗拱。城隍殿前东西侧有廊房各十间，单檐硬山顶，覆小青瓦。

## 图集

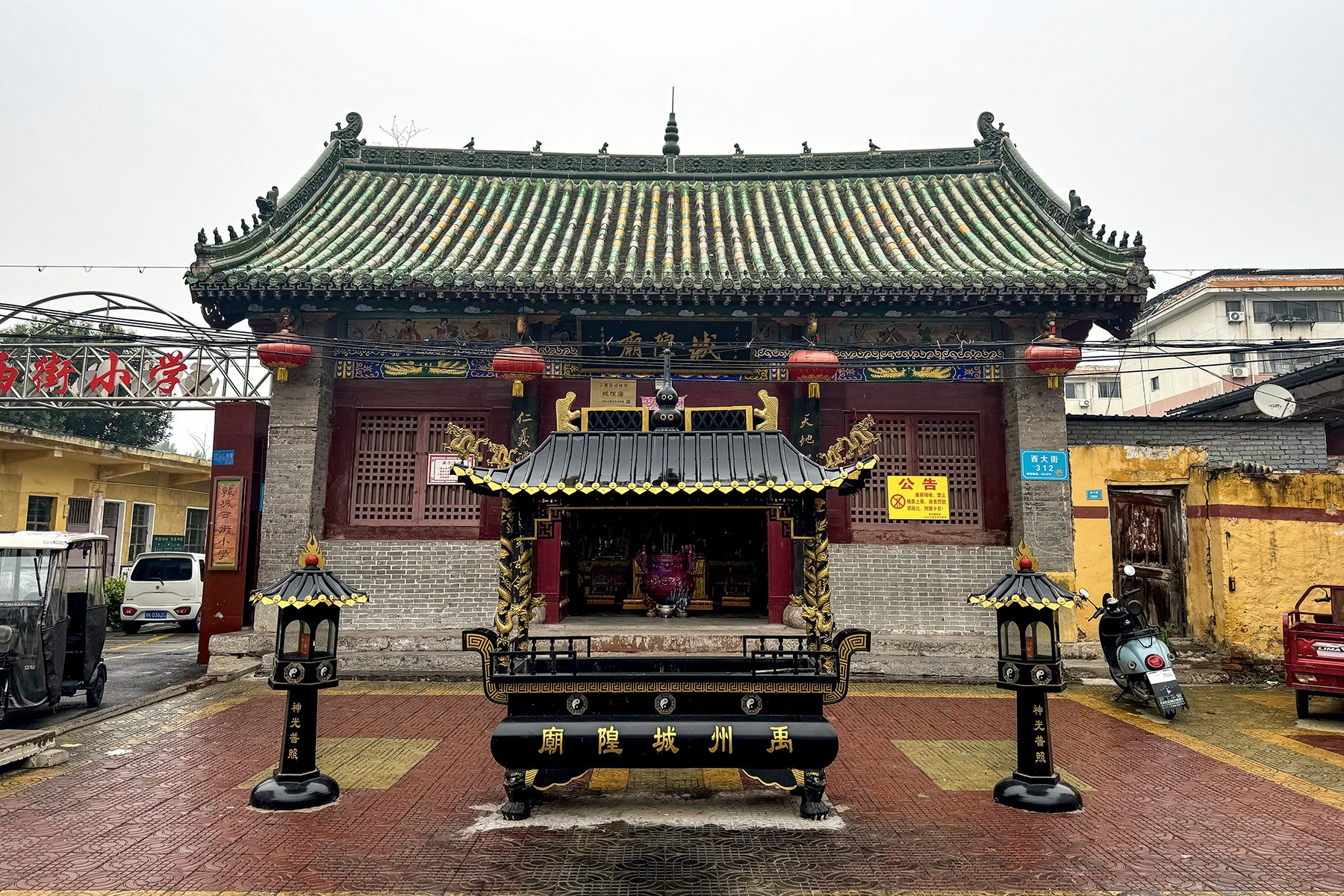
山门
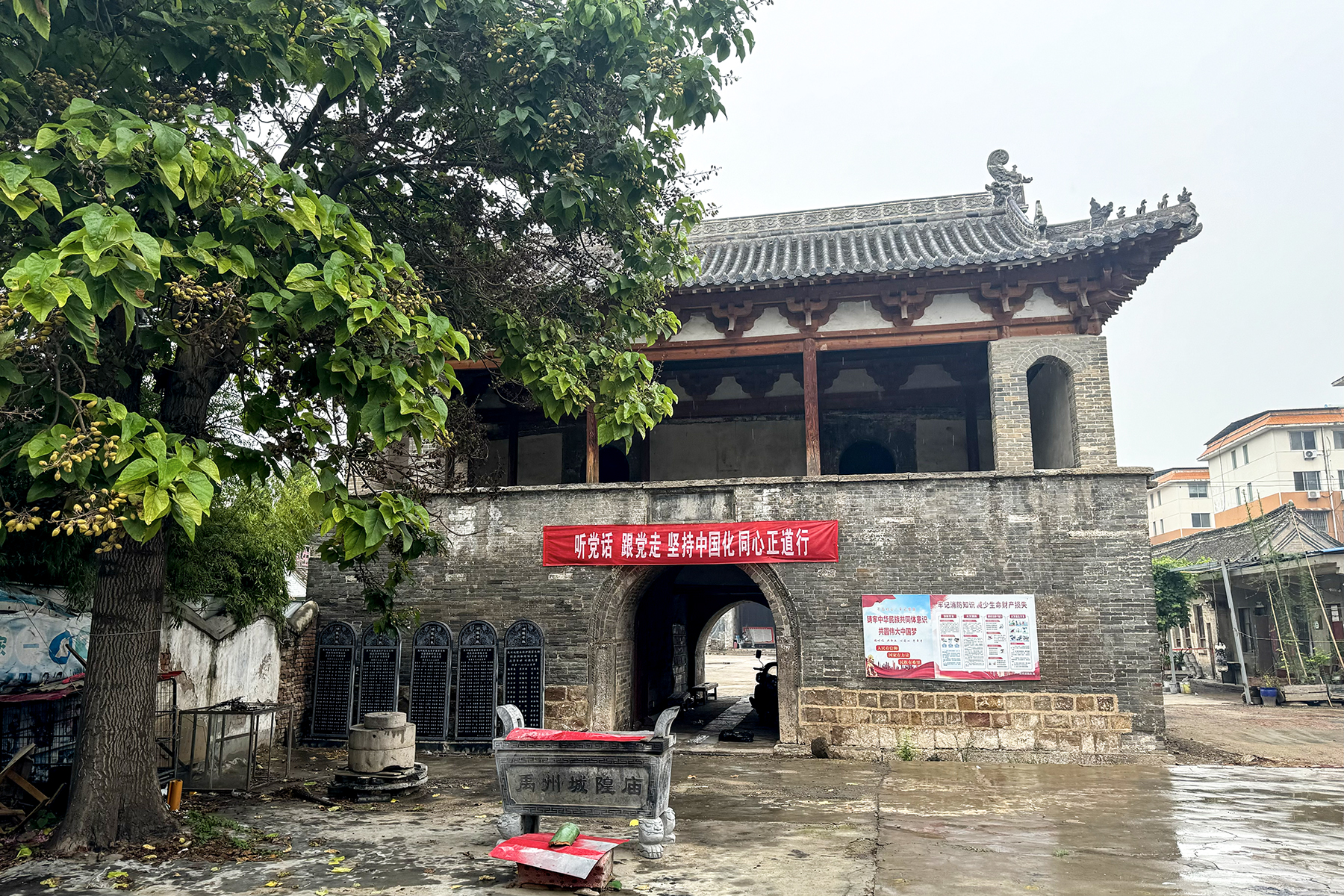
戏楼南侧
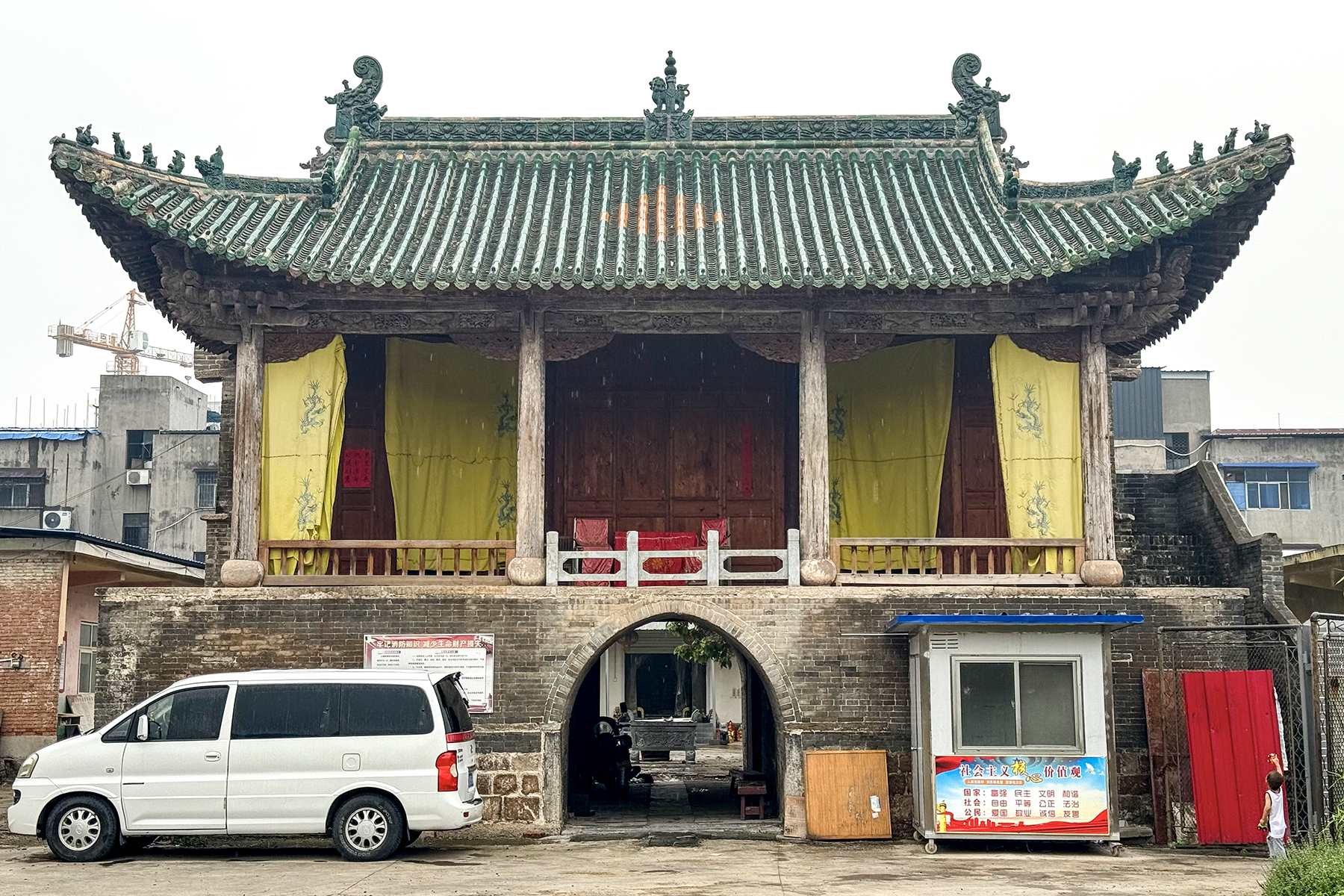
戏楼北侧
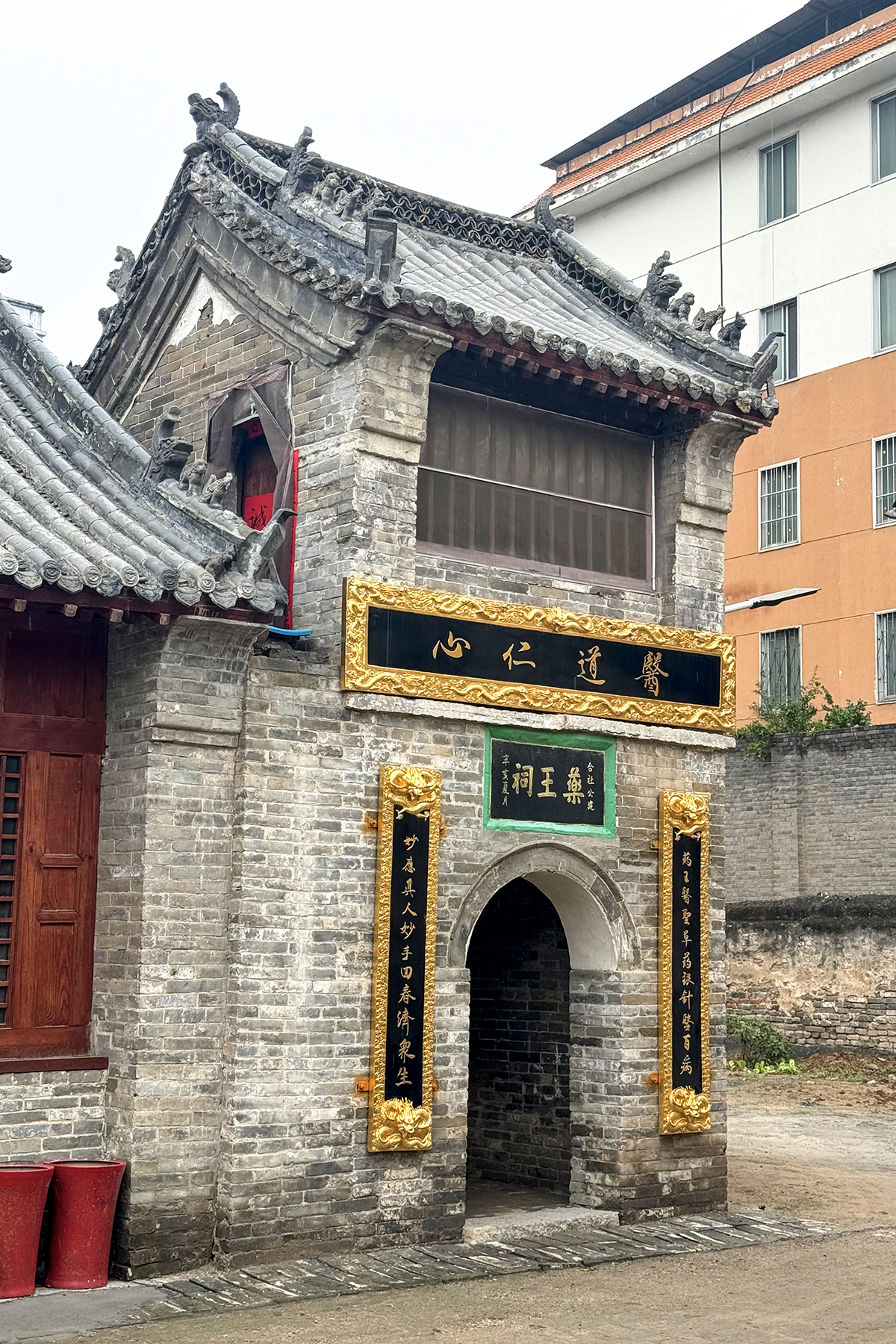
药王祠